# Юнацький чемпіонат Європи з футболу (U-17) 2014
Чемпіонат Європи з футболу серед юнаків віком до 17 років 2014 року — тринадцятий розіграш турніру (після зміни назви), який пройшов у Мальті з 9 по 21 травня 2014 року. Переможцем вдруге стала збірна Англії, яка у серії післяматчевих пенальті перемогла збірну Нідерландів.

## Кваліфікація
Докладніше:
- Юнацький чемпіонат Європи з футболу (U-17) 2014 (кваліфікаційний раунд)
- Юнацький чемпіонат Європи з футболу (U-17) 2014 (елітний раунд)

## Груповий раунд

### Група A
| Поз | Команда    | І | В | Н | П | ГЗ | ГП | РГ  | О | Кваліфікація |
| --- | ---------- | - | - | - | - | -- | -- | --- | - | ------------ |
| 1   | Нідерланди | 3 | 3 | 0 | 0 | 10 | 4  | +6  | 9 | Плей-оф      |
| 2   | Англія     | 3 | 2 | 0 | 1 | 7  | 3  | +4  | 6 | Плей-оф      |
| 3   | Туреччина  | 3 | 1 | 0 | 2 | 7  | 7  | 0   | 3 |              |
| 4   | Мальта     | 3 | 0 | 0 | 3 | 2  | 12 | −10 | 0 |              |

| 9 травня 2014 11:00 |

| Нідерланди                              | 3:2      | Туреччина          |
| --------------------------------------- | -------- | ------------------ |
| Вердонк 54' (пен.) Нурі 69' Улд-Чік 75' | Протокол | Унал 43' Актай 79' |

| Національний стадіон, Аттард Глядачів: 3 947 Арбітр: Никола Дабанович |

| 9 травня 2014 18:00 |

| Мальта | 0:3      | Англія                         |
| ------ | -------- | ------------------------------ |
|        | Протокол | Робертс 15', 48' Армстронг 25' |

| Національний стадіон, Аттард Глядачів: 7 015 Арбітр: Александерс Ануфрієвс |

| 12 травня 2014 11:15 |

| Англія                                   | 4:1      | Туреччина |
| ---------------------------------------- | -------- | --------- |
| Соланке 22', 49' Кенні 58' Армстронг 64' | Протокол | Унал 16'  |

| Гозо Стедіум, Шевкія Глядачів: 1 631 Арбітр: Жонатан Лардо |

| 12 травня 2014 15:15 |

| Мальта                  | 2:5      | Нідерланди                             |
| ----------------------- | -------- | -------------------------------------- |
| Мбонг 37' Фріджиєрі 64' | Протокол | Схюрман 5', 27', 42' Бергвейн 13', 69' |

| Гозо Стедіум, Шевкія Глядачів: 1 145 Арбітр: Аліяр Агаєв |

| 15 травня 2014 11:00 |

| Туреччина                      | 4:0      | Мальта |
| ------------------------------ | -------- | ------ |
| Алиджи 43', 58' Актай 70', 76' | Протокол |        |

| Національний стадіон, Аттард Глядачів: 8 129 Арбітр: Жонатан Лардо |

| 15 травня 2014 11:00 |

| Англія | 0:2      | Нідерланди                  |
| ------ | -------- | --------------------------- |
|        | Протокол | Вердонк 45' ван дер Мот 68' |

| Гіберніанс, Паола Глядачів: 1 240 Арбітр: Александер Гаркам |

### Група B
| Поз | Команда    | І | В | Н | П | ГЗ | ГП | РГ | О | Кваліфікація |
| --- | ---------- | - | - | - | - | -- | -- | -- | - | ------------ |
| 1   | Португалія | 3 | 3 | 0 | 0 | 4  | 0  | +4 | 9 | Плей-оф      |
| 2   | Шотландія  | 3 | 2 | 0 | 1 | 4  | 3  | +1 | 6 | Плей-оф      |
| 3   | Німеччина  | 3 | 0 | 1 | 2 | 1  | 3  | −2 | 1 |              |
| 4   | Швейцарія  | 3 | 0 | 1 | 2 | 2  | 5  | −3 | 1 |              |

| 9 травня 2014 11:15 |

| Німеччина   | 1:1      | Швейцарія |
| ----------- | -------- | --------- |
| Генрікс 58' | Протокол | Бабич 72' |

| Гозо Стедіум, Шевкія Глядачів: 1 448 Арбітр: Александер Гаркам |

| 9 травня 2014 15:15 |

| Шотландія | 0:2      | Португалія          |
| --------- | -------- | ------------------- |
|           | Протокол | Санчеш 18' Мата 78' |

| Гозо Стедіум, Шевкія Глядачів: 341 Арбітр: Андреас Екберг |

| 12 травня 2014 11:00 |

| Швейцарія | 0:1      | Португалія |
| --------- | -------- | ---------- |
|           | Протокол | Мата 54'   |

| Гіберніанс, Паола Глядачів: 2 563 Арбітр: Никола Дабанович |

| 12 травня 2014 18:00 |

| Німеччина | 0:1      | Шотландія |
| --------- | -------- | --------- |
|           | Протокол | Райт 41'  |

| Гіберніанс, Паола Глядачів: 1 206 Арбітр: Александерс Ануфрієвс |

| 15 травня 2014 18:00 |

| Португалія     | 1:0      | Німеччина |
| -------------- | -------- | --------- |
| П.Родрігеш 51' | Протокол |           |

| Національний стадіон, Аттард Глядачів: 1 172 Арбітр: Андреас Екберг |

| 15 травня 2014 18:00 |

| Швейцарія   | 1:3      | Шотландія                        |
| ----------- | -------- | -------------------------------- |
| Оберлен 20' | Протокол | Вайтон 45' Шеппард 56' Харді 63' |

| Гіберніанс, Паола Глядачів: 514 Арбітр: Аліяр Агаєв |

## Плей-оф

### Півфінали
| 18 травня 2014 17:45 |

| Португалія | 0:2      | Англія                  |
| ---------- | -------- | ----------------------- |
|            | Протокол | Соланке 52' Робертс 74' |

| Національний стадіон, Аттард Глядачів: 2 107 Арбітр: Александер Гаркам |

| 18 травня 2014 20:45 |

| Нідерланди                                                             | 5:0      | Шотландія |
| ---------------------------------------------------------------------- | -------- | --------- |
| Вердонк 35' (пен.) Нурі 38' Бергвейн 57' Овобовале 59' ван дер Мот 73' | Протокол |           |

| Національний стадіон, Аттард Глядачів: 508 Арбітр: Жонатан Лардо |

### Фінал
| 21 травня 2014 19:00 |

| Нідерланди                      | 1:1      | Англія                     |
| ------------------------------- | -------- | -------------------------- |
| Схюрман 40'                     | Протокол | Соланке 25'                |
|                                 | Пенальті |                            |
| ван дер Мот · Схюрман · Вердонк | 1:4      | Ледсон · Мур · Кук · Кенні |

| Національний стадіон, Аттард Глядачів: 9 422 Арбітр: Андреас Екберг |